# KH179
KH179 («Korean Howitzer 1 (First) 79») — южнокорейская 155-мм буксируемая гаубица калибра 155 мм, разработанная Агентством оборонных разработок для вооружённых сил Республики Корея, и в настоящее время производимая компанией Hyundai WIA.

## Разработка
KH179 — это буксируемая гаубица, производившаяся компанией Kia Precision Industry (теперь Hyundai WIA) с 1983 года с целью замены американской буксируемой гаубицы M114A2.

## Общие характеристики
В KH179 используются лёгкие компоненты, за счёт чего он может транспортироваться по воздуху вертолётом CH-47 Chinook и транспортным самолётом C-130. Кроме того, были улучшены характеристики дальности стрельбы, надёжности и технического обслуживания по сравнению с гаубицами M114A2, эксплуатируемыми южнокорейскими военными. 155-мм боеприпасы, используемые в KH179, совместимы со стандартными 155-мм боеприпасами НАТО, но имеют значительно улучшенную дальность и огневую мощь.
Гаубица оснащена зеркалом прямого/непрямого наведения, позволяющим вести огонь как прямой, так и непрямой стрельбой. Стрельба прямой наводкой использует зеркало прицеливания L-типа с 3,5-кратным увеличением и имеет эффективную дальность в 1500 м. Для непрямой стрельбы используется панорамное прицельное зеркало с четырехкратным увеличением, установленное слева. Дальность стрельбы составляет 18,1 км для обычных снарядов, 30 км для реактивных снарядов, а скорострельность составляет 2 выстрела в минуту для стандартных выстрелов и 4 выстрела в минуту - максимальная.

## На вооружении

Карта операторов КН179 или его вариантов

- Индонезия: 18 гаубиц были закуплены для Индонезийской армии в 2011 году.[4]
- Иран: неизвестное количество было закуплено во время Ирано-иракской войны.[5][6][7] Также используется копия KH179 под названием HM-41.
- Мьянма: более 100 гаубиц на вооружение армии Мьянмы.[8]
- Республика Корея: около 1000 гаубиц на вооружении Южнокорейской армии и Корпуса морской пехоты.[3]